# Inga cardozana
Inga cardozana là một loài thực vật có hoa trong họ Đậu. Loài này được L.Cardenas miêu tả khoa học đầu tiên.